# Félix-Bienaimé Feuardent
Pour les articles homonymes, voir Feuardent.
Félix-Bienaimé Feuardent, né à Cherbourg, le 27 avril 1819 et mort à Paris le 11 août 1907, est un antiquaire et numismate français.
Il est l'auteur de l'ouvrage de référence sur les jetons royaux.